# Leptodactylus fallax
Leptodactylus fallax es una especie de ránidos de la familia Leptodactylidae.

## Distribución geográfica
Se encuentra en las islas caribeñas de Dominica y Montserrat.

## Estado de conservación
Se encuentra amenazada de extinción por la pérdida de su hábitat natural.